# Musculus gemellus inferior
De musculus gemellus inferior of onderste tweelingspier is een korte diepgelegen skeletspier in het bekken, die van het schaambeen naar het dijbeen loopt. De musculus gemellus inferior ligt vlak onder de musculus obturatorius internus. De musculus gemellus inferior en de musculus gemellus superior helpen de musculus obturatorius internus bij de laterale rotatie van de heup.